# Festival international du film indépendant de Bordeaux 2014
La troisième édition du Festival international du film indépendant de Bordeaux s'est déroulée du 7 au 12 octobre 2014. Les séances se sont déroulées dans Utopia Saint-Siméon, tnba (séance d'ouverture) et à l'UGC Ciné Cité (fermeture du festival).
La deuxième édition a été présidée par le directeur de photographie anglais Peter Suschitzky. La réalisatrice Rebecca Zlotowski, les acteurs Kate Moran et Stanislas Merhar, et le réalisateur Guillaume Brac constituaient le reste du jury.

## Compétition

### Longs-métrages
| Titre                        | Réalisation     | Distribution                                           | Pays                 |
| ---------------------------- | --------------- | ------------------------------------------------------ | -------------------- |
| Listen Up Philip             | Alex Ross Perry | Jason Schwartzman, Elisabeth Moss, Jonathan Pryce      | États-Unis           |
| Manos Sucias                 | Josef Wladyka   | Cristian J. Abvincula, Jarlin Martinez, Hadder Blandon | États-Unis, Colombie |
| Vincent n'a pas d'écailles   | Thomas Salvador | Thomas Salvador, Vimala Pons, Youssef Hajdi            | France               |
| Titli                        | Kanu Behl       | Shashank Arora, Shivani Raghuvanshi, Ranvir Shorey     | Inde                 |
| Mercuriales                  | Virgil Vernier  | Philippine Stindel, Ana Neborac, Annabelle Langronne   | France               |
| Iranien                      | Mehran Tamadon  | N-B                                                    | France, Suisse       |
| For Some Inexplicable Reason | Gábor Reisz     | Áron Ferenczik, Katalin Takács, Zsolt Kovács           | Hongrie              |
| Bébé tigre                   | Cyprien Vial    | Harmandeep Palminder, Vikram Sharma, Elisabeth Lando   | France               |

### Moyens-métrages
| Titre                                    | Réalisation                      | Distribution                                      | Pays   |
| ---------------------------------------- | -------------------------------- | ------------------------------------------------- | ------ |
| Smart Monkey                             | Nicolas Pawlowski et Winshluss   | N-B                                               | France |
| Nectar                                   | Lucile Hadzihalilovic            | N-B                                               | France |
| Toutes les belles choses                 | Cécile Bicler                    | Laure Calamy, Marie-Bénédicte Cazeneuve           | France |
| Tant qu'il nous reste des fusils à pompe | Jonathan Vinel et Caroline Poggi | Lucas Doméjean, Nicolas Mias, Naël Malassagne     | France |
| Shadow                                   | Lorenzo Recio                    | Lui Yeh Ming, Aviis Zhong, Hsiao Cheng Wei        | France |
| La Fugue                                 | Jean-Bernard Marlin              | Adel Bencherif, Médina Yalaoui                    | France |
| Juke-Box                                 | Ilan Klipper                     | Christophe, Sabrina Seyvecou, Maryline Canto      | France |
| Habana                                   | Édouard Salier                   | Leoandy Chacon, Ibben Sotolongo, Lizandra Batista | France |

## Hors-compétition

### Séances spéciales
| Titre                    | Réalisation        | Distribution                                     | Pays   |
| ------------------------ | ------------------ | ------------------------------------------------ | ------ |
| Inupiluk                 | Sébastien Betbeder | Thomas Blanchard, Thomas Scimeca, Gaëtan Vourc'h | France |
| Des jeunes gens Mödernes | Jean-François Sanz | N-B                                              | France |
| Gaby Baby Doll           | Sophie Letourneur  | Lolita Chammah, Benjamin Biolay, Félix Moati     | France |

### Rétrospective Suschitzki
| Titre             | Réalisation      | Distribution                                       | Pays                                  |
| ----------------- | ---------------- | -------------------------------------------------- | ------------------------------------- |
| M. Butterfly      | David Cronenberg | Jeremy Irons, John Lone, Barbara Sukowa            | États-Unis                            |
| Faux-semblants    | David Cronenberg | Jeremy Irons, Geneviève Bujold, Heidi von Palleske | États-Unis, Canada                    |
| Mars Attacks!     | Tim Burton       | Jack Nicholson, Glenn Close, Annette Bening        | États-Unis                            |
| Maps to the Stars | David Cronenberg | Julianne Moore, Mia Wasikowska, John Cusack        | États-Unis, Canada, Allemagne, France |

### Focus Los Angeles
| Titre            | Réalisation    | Distribution                                         | Pays       |
| ---------------- | -------------- | ---------------------------------------------------- | ---------- |
| Comet            | Sam Esmail     | Emmy Rossum, Justin Long                             | États-Unis |
| Lake Los Angeles | Mike Ott       | Roberto Sanchez, Eloy Mendez                         | États-Unis |
| Mamitas          | Nicholas Ozeki | Jennifer Esposito, Joaquim de Almeida, E. J. Bonilla | États-Unis |

### Hommage John Cassavetes
| Titre                    | Réalisation                                      | Distribution                                     | Pays       |
| ------------------------ | ------------------------------------------------ | ------------------------------------------------ | ---------- |
| Party Girl               | Marie Amachoukeli, Claire Burger et Samuel Theis | Angélique Litzenburger, Joseph Bour, Mario Theis | France     |
| Opening Night            | John Cassavetes                                  | Gena Rowlands, John Cassavetes, Ben Gazzara      | États-Unis |
| Shadows                  | John Cassavetes                                  | Ben Carruthers, Lelia Goldoni, Hugh Hurd         | États-Unis |
| Une femme sous influence | John Cassavetes                                  | Peter Falk, Gena Rowlands, Fred Draper           | États-Unis |

### JACQUES versus DOILLON
| Titre                | Réalisation     | Distribution                                      | Pays       |
| -------------------- | --------------- | ------------------------------------------------- | ---------- |
| Les Amants crucifiés | Kenji Mizoguchi | Kazuo Hasegawa, Kyōko Kagawa, Eitarō Shindō       | Japon      |
| La Soif du mal       | Orson Welles    | Charlton Heston, Janet Leigh, Orson Welles        | États-Unis |
| Un enfant de toi     | Jacques Doillon | Lou Doillon, Marilyne Fontaine, Samuel Benchetrit | France     |
| Mes Séances de lutte | Jacques Doillon | Sara Forestier, James Thierrée, Louise Szpindel   | France     |

## Palmarès

### Longs-métrages
- Domaine Clarence Dillon (grand prix du festival) : Vincent n'a pas d'écailles de Thomas Salvador
- Prix du jury Erasmus + : Mercuriales de Virgil Vernier
- Prix du SFCC[Note 1]: Titli de Kanu Behl
- Prix Aquitaine Film Workout (concours de film en partenariat avec la Région Aquitaine) : Souvenirs de la Géhenne de Thomas Jenkoe

### Courts-métrages
- Prix du meilleur court métrage : Tant qu'il nous reste des fusils à pompe de Caroline Poggi et Jonathan Vinel

## Jury et invités

### Jury
- Peter Suschitzky, directeur de photographie (président du jury),  Angleterre
- Rebecca Zlotowski, réalisatrice,  France
- Kate Moran, actrice,  France
- Stanislas Merhar, acteur,  France
- Guillaume Brac, réalisateur,  France

### Invités
- Cyprien Vial, réalisateur,  France
- Gábor Reisz, réalisateur,  Hongrie
- Mehran Tamadon, réalisateur,  Iran
- Virgil Vernier, réalisateur,  France
- Kanu Behl, réalisateur,  Inde
- Thomas Salvador, réalisateur,  France
- Josef Wladyka, réalisateur,  Colombie
- Alex Ross Perry, réalisateur,  États-Unis
- Sébastien Bailly, réalisateur (président du jury Erasmus +),  France
- Baptiste Etchagaray, journaliste (membre du jury SFCC),  France
- Valérie Ganne, journaliste (membre du jury SFCC),  France
- Alex Vicente, journaliste (membre du jury SFCC),  Espagne
- Raphaël Lefèvre, monteur (membre du jury AFW),  France
- Fabrizio Mosca, producteur (membre du jury AFW),  Italie